# Peter Olsen (Politiker)
Peter P. Olsen (* 19. Dezember 1961) ist ein grönländischer Politiker (Inuit Ataqatigiit) und Lehrer.

## Leben
Peter Olsen ließ sich von 1979 bis 1983 in Nuuk zum Maschinisten ausbilden und arbeitete anschließend in Sisimiut. Noch im selben Jahr begann er aber sich in Aasiaat weiterzubilden und erhielt 1985 die Hochschulreife. Anschließend studierte er von 1986 bis 1991 Kultur- und Gesellschaftswissenschaften am Ilisimatusarfik und besuchte anschließend von 1992 bis 1995 das Ilinniarfissuaq, um sich zum Lehrer ausbilden zu lassen. Von 1995 bis 1997 arbeitete er als Lehrer in Qaanaaq, dann ein Jahr in Nuuk und von 1998 bis 1999 in Aasiaat. Von 1999 bis 2006 war er Freizeitinspektor in Aasiaat und anschließend bis 2014 wieder Lehrer.
Peter Olsen war von 1994 bis 1995 Vorsitzender der Jugendorganisation der Inuit Ataqatigiit. Er kandidierte bei der Kommunalwahl 2005 und wurde mit den zweitmeisten Stimmen seiner Partei in den Rat der Gemeinde Aasiaat gewählt. Er kandidierte im selben Jahr bei der Parlamentswahl 2005, erhielt aber nicht genügend Stimmen. Bei der Kommunalwahl 2008 kam er auf den dritten Nachrückerplatz in der neugegründeten Qaasuitsup Kommunia, von wo aus ihm ebenfalls der Einzug in den Kommunalrat gelang. Bei der Parlamentswahl 2013 verpasste er erneut knapp den Einzug. Bei der Kommunalwahl 2013 konnte er hingegen wieder direkt in den Kommunalrat einziehen. Bei der Parlamentswahl 2014 wurde er erstmals ins Inatsisartut gewählt und gab deswegen seine Tätigkeit als Lehrer auf. Bei der Kommunalwahl 2017 erhielt er einen Sitz im Rat der neugegründeten Kommune Qeqertalik. Bei der Parlamentswahl 2018 verteidigte er seinen Parlamentssitz. 2021 trat er sowohl bei der Parlamentswahl als auch bei der am selben Tag stattfindenden Kommunalwahl an. Er wurde erneut ins Inatsisartut gewählt, erhielt aber auch die meisten Stimmen bei der Kommunalwahl vor Bürgermeisterin Ane Hansen. Er verzichtete schließlich auf den Bürgermeisterposten, da er im April 2021 zum Minister für Bildung, Kultur, Sport und Kirche im Kabinett Egede I ernannt wurde. Er erhielt dieselben Ressorts im April 2022 im Kabinett Egede II. Am 15. November 2022 musste er sich einem von Naleraq, Demokraatit und Atassut angesetzten Misstrauensvotum stellen, das er überstand. Hintergrund war, dass das Campus Kujalleq, das Gymnasial- und Berufsschulzentrum in Qaqortoq 2021 21,4 statt 16,8 Mio. kr. verbraucht hatte. Am 30. Mai 2023 stellten die Demokraatit erneut ein Misstrauensvotum gegen ihn, weil es ihm im vorherigen Jahr nicht gelungen war, einen Plan für die Einstellung von mehr grönländischsprachigen Journalisten bei Kalaallit Nunaata Radioa zu schaffen. Er trat ohne Abstimmung freiwillig von seinem Amt zurück. Bei der Parlamentswahl 2025 erreichte er nur noch den siebten Nachrückerplatz seiner Partei.
Gemeinsam mit seiner Ehefrau Hanne Kristiansen, einer Schwester des Musikers Ole Kristiansen, hat er drei erwachsene Kinder. Peter Olsen hatte mit seinen Kindern die Band Olsen Kids. 1999 gründete er das Nipiaa Rock Festival. Daneben war er auch als Sportler aktiv. Von 1982 bis 1987 war er mehrmals grönländischer Meister im Taekwondo. Sein jüngerer Bruder ist der Pastor und Politiker Markus E. Olsen (* 1966).